# 치카 (래퍼)
치카(CHIKA, 1997년 3월 9일 ~ )는 미국의 래퍼이다.

## 음반 목록

### EP
- Full Bloom // A Poetry (2017)
- Industry Games (2020)
- Once Upon a Time (2021)